# Château de Courcelles-le-Roi
Ne doit pas être confondu avec château de Courcelles-le-Roy.
Le château de Courcelles-le-Roi est un château français situé à Courcelles-le-Roi dans le département du Loiret en région Centre-Val de Loire.
Ce château ne doit pas être confondu avec son homophone le château de Courcelles-le-Roy, situé également dans le Loiret mais à Beaulieu-sur-Loire.

## Géographie
Le château est situé dans la commune de Courcelles-le-Roi, le long des routes départementales 138 et 144 dans la région naturelle du Gâtinais, en rive gauche (côté ouest) de la Rimarde,.

## Histoire
Le château de Courcelles-le-Roi est un ancien château fort dont les premières traces remonteraient au XIe ou XIIe siècle. Tout laisse à penser que la bâtisse était à priori dans ses débuts une motte féodale traditionnelle telle qu'il en existait à l'époque dans la région. Cette dernière était probablement installée au sommet d'un remblai, entourée de fossés et de palissades, en amont de la vallée de la Rimarde.[réf. nécessaire]
Plus tard[Quand ?], l'édifice est transformé en véritable château-fort dépendant de la châtellenie de Boiscommun qui appartient au Domaine royal français. Il devient un lieu de plaisir et de détente pour les rois qui viennent chasser en forêt d'Orléans.
Le roi de France Louis IX séjourne au château en 1247.
Au XIVe siècle, ce fief est compris dans l'apanage des ducs d'Orléans puis revient à la couronne. Donné à Nicolas de Braque qui fut ministre de Philippe VI et de Jean II, il est transmis plus tard au chancelier de Birague.[réf. nécessaire]
Le château est détruit à deux reprises pendant la guerre de Cent Ans lors des incursions des armées anglaises : une première fois en 1358 et une seconde fois en 1424.
À la suite de la première destruction au XIVe siècle, la reconstruction est menée par Jean de Bracque en 1389. Les travaux nécessaires sont effectués afin que le château soit en état de soutenir un siège.
Au cours du XVe siècle, vers 1450, le château est reconstruit une seconde fois par Georges de Brilhac à la suite de sa deuxième démolition. Après ces travaux, l'édifice restant n'est constitué que de la quatrième partie de l'ancienne demeure flanquée de tourelles.[réf. nécessaire]
Le roi de France Charles VIII et son épouse Anne de Bretagne séjournent au château aux mois d'août et septembre 1493. Le roi y reçoit les ambassadeurs florentins. Anne de Bretagne y accouche mais l'enfant décède quelques heures après sa naissance. L'enfant serait enterré dans l'église du village.[réf. nécessaire]
Par la suite, après l'apparition du canon en bronze qui remplaçait les bombardes, les larges et hautes murailles du châteaux perdirent leur intérêt militaire. C'est à cette même époque que les châteaux forts se transformèrent en manoirs, avec l'apparition de nouvelles ouvertures dès les XVIIe et XVIIIe siècles, rendues possibles par les progrès de l'industrie, afin d'en faire des résidences plus agréables.[réf. nécessaire]
Sur l'extrait du cadastre napoléonien, le château marquait l'entrée dans le village de Courcelles. Aligné sur la route en provenance de Bouilly-en-Gâtinais, l'entrée principale, dite d'honneur se situait donc à l'ouest. On constate également que les douves ont été représentées de la même couleur que la Rimarde (rivière à droite sur le plan), ce qui peut présumer qu'à cette époque les douves étaient encore en eau.
Le château subit des dommages lors de la guerre franco-allemande de 1870 en particulier au cours de la bataille de Beaune-la-Rolande, le 28 novembre 1870.[réf. nécessaire]
La tour ouest du château s'effondre vers 1880.
Le château est inscrit aux Monuments historiques par arrêté du 12 janvier 1931.
Lors de la seconde Guerre mondiale, le propriétaire du château est Jacques Hélias. Le château est occupé par la Wehrmacht, qui l'incendie l'édifice à leur départ. Bien que l'incendie soit rapidement maîtrisé, la toiture de l'aile ouest est très fortement endommagée et s'effondre le 16 février 1950, faute de travaux de consolidation réalisés en temps voulu.[réf. nécessaire]

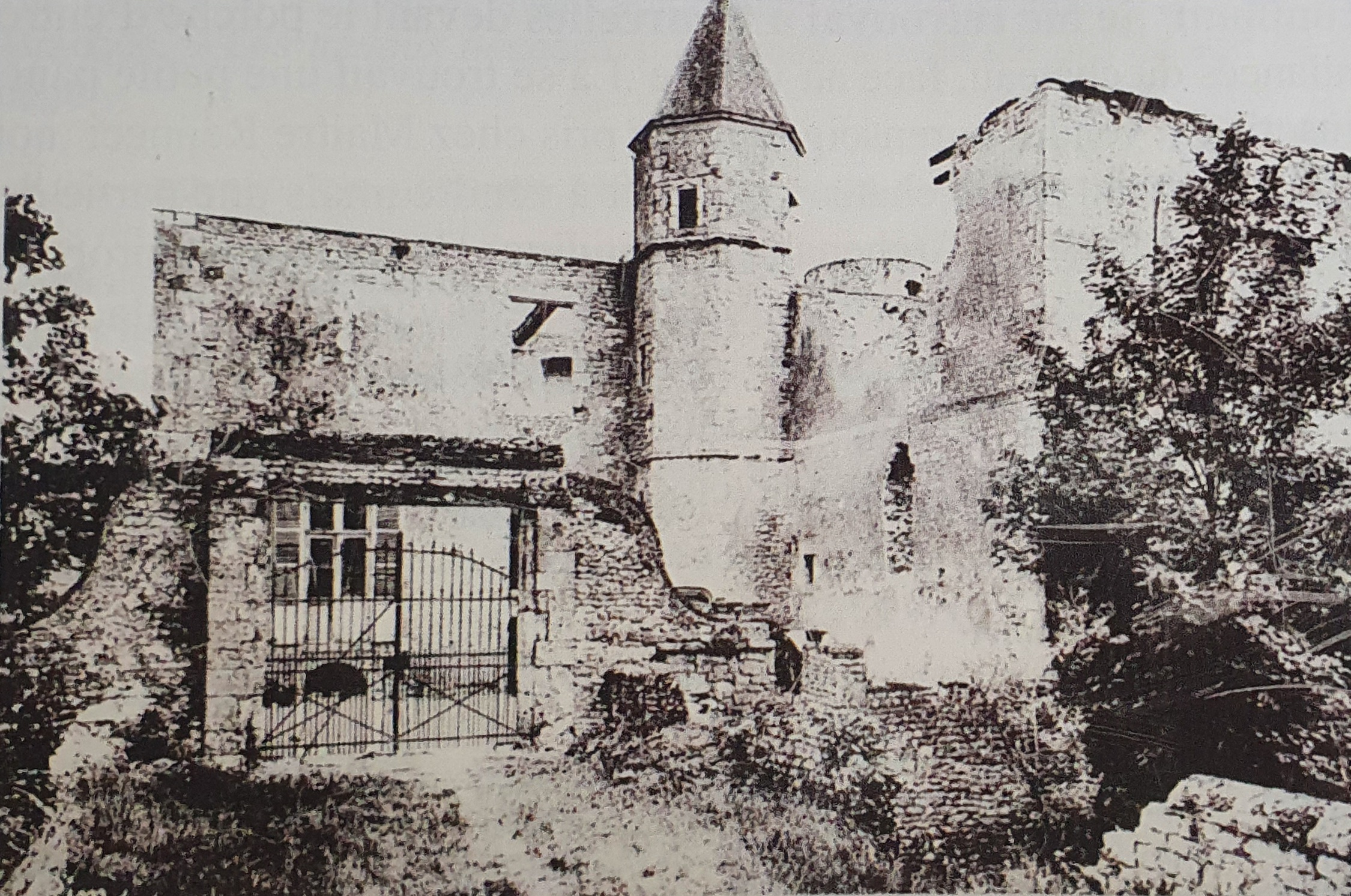
Le château en 1960.

Le château est ouvert pour la première fois aux journées européennes du patrimoine en 2012.
En 2012, le site est le lieu de tournage d'un court-métrage intitulé Les Seigneurs du Temps.

## Description
Sur les huit tours que comptait le château à ses origines, il n'en subsiste que deux (la tour sud et la tour de l'escalier).
Le château se visite certains samedis.

## Liste des propriétaires successifs
- Famille Jullien de Courcelles - Jean-Baptiste-Pierre Jullien de Courcelles - Le chevalier de Courcelles (Fin XVIIIe-1820);
- Famille Demadieres-Miron, Paul-Horace Demadieres-Miron (1820-1855)[11] ;
- Famille Boutet-Baron, Pierre-Auguste Boutet (1855-1876)[4] ;
- Famille Grenier-Henry, François Grenier et Marguerite Henry (1876-1880)[4] ;
- Famille Legouas, Pierre-Désiré Legouas (1880-1888)[4] ;
- Famille Casati, Charles-Claude de Casati (1888-1923)[4] ;
- Famille Rathier, Monsieur Rathier (1923-1935)[4] ;
- Famille Hélias, Jacques Hélias (1935-1957)[4] ;
- Famille Ménégoz, Robert Ménégoz (1957-1961)[4] ;
- Famille Martinet-Coste, Christiane Martinet (épouse Coste) (1961-1999)[4] ;
- Famille Capitaine, Pierre et Marie-Christine Capitaine (1999 à 2020)[9] ;
- Famille Martins-Mazars, Julien et Morgane Martins-Mazars (depuis mars 2020)[10].

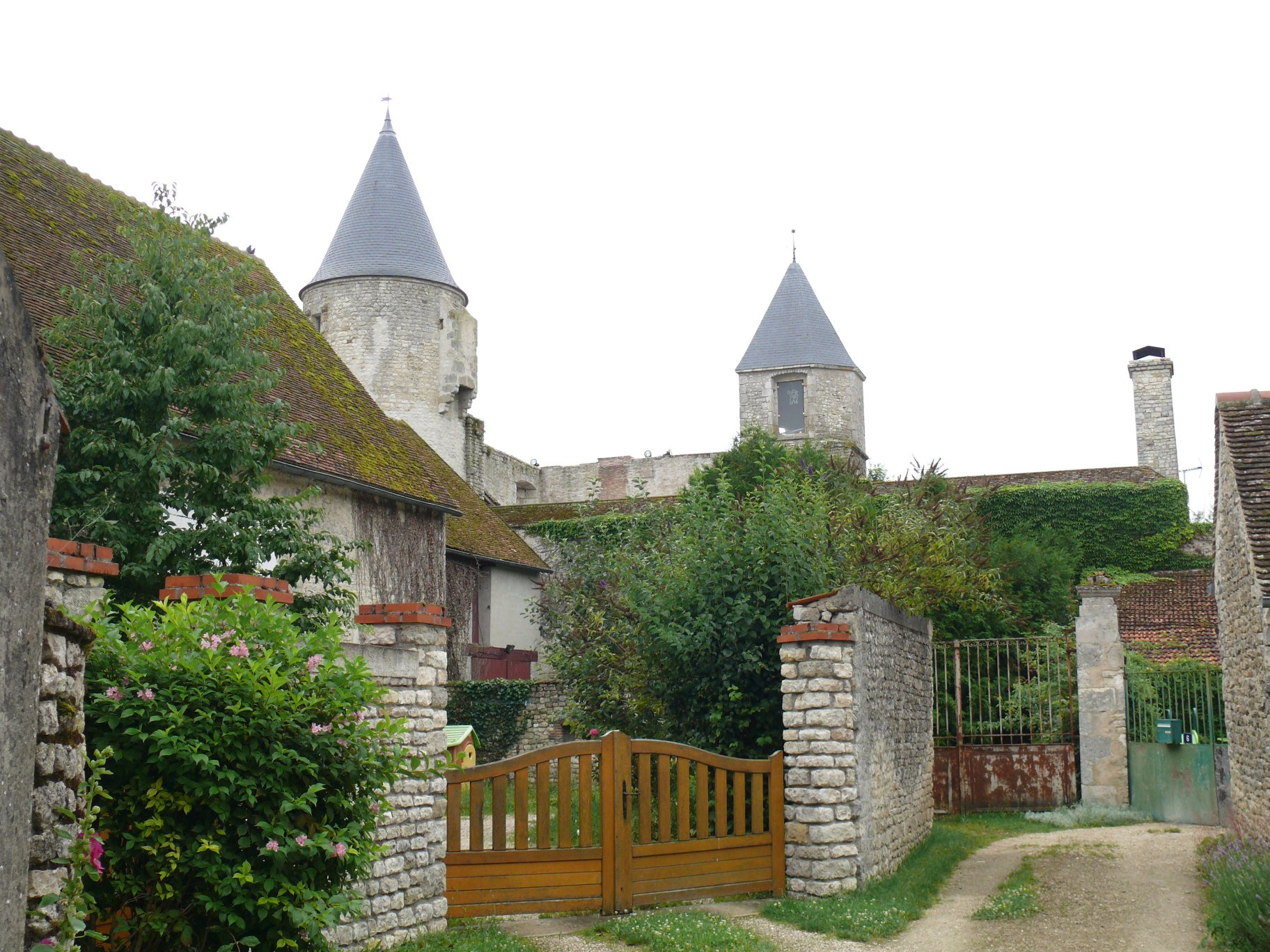
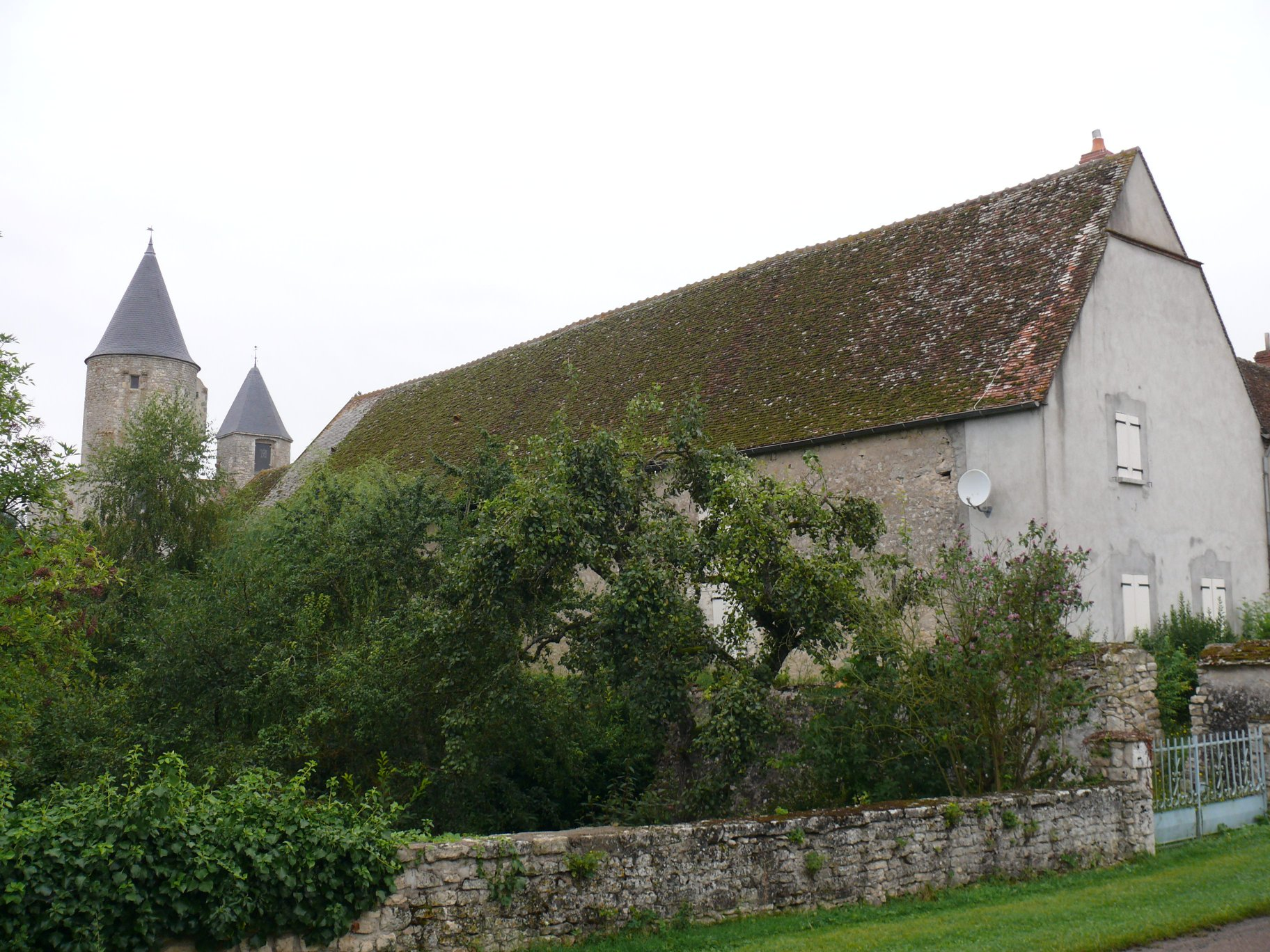
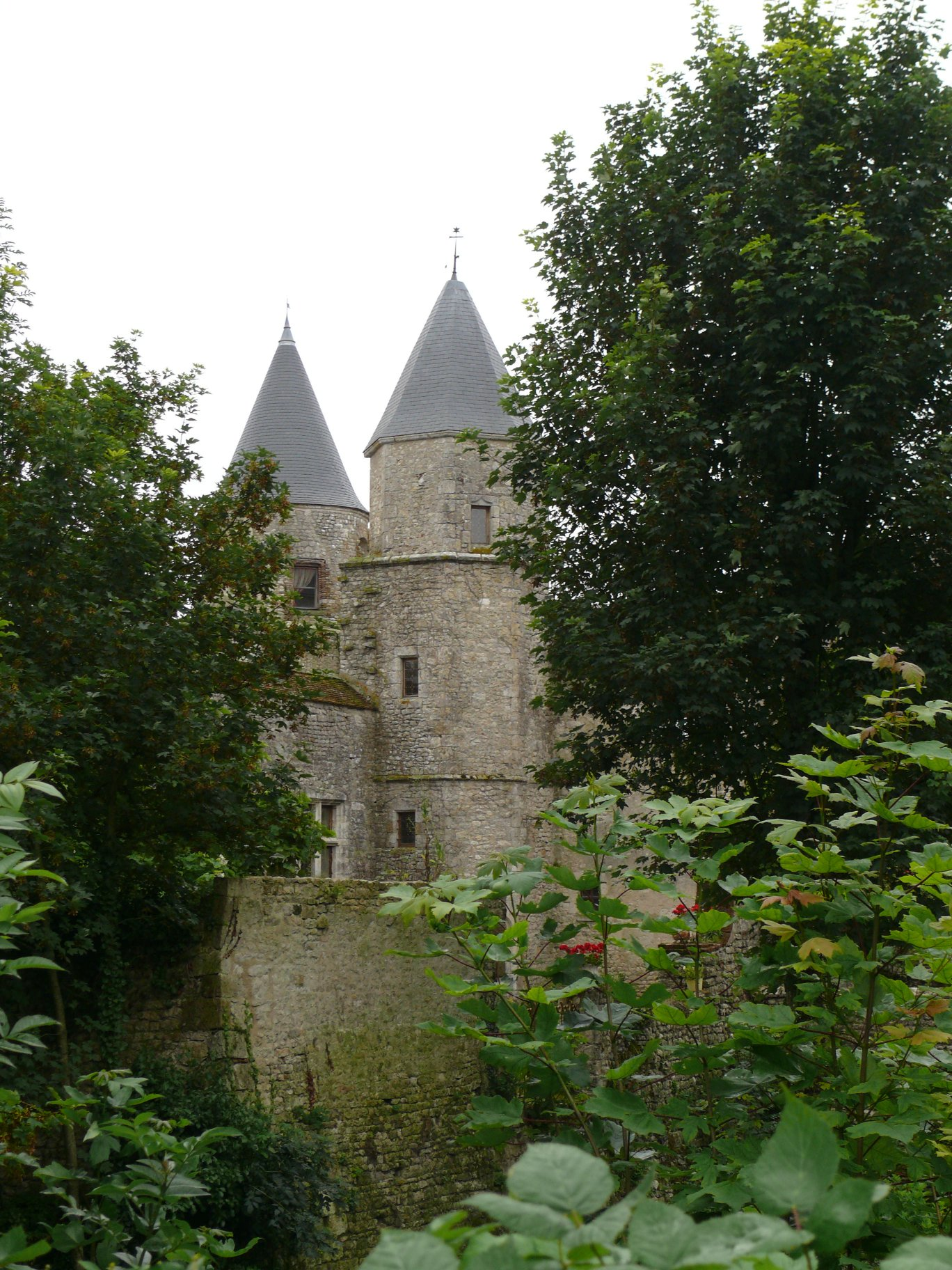